# Trachelostenidae
Trachelostenidae  là một họ bọ cánh cứng, thuộc phân bộ Polyphaga.